# Sankt Marein im Mürztal
Sankt Marein im Mürztal är en ort och kommun  i Österrike. Den ligger i distriktet Bruck-Mürzzuschlag i förbundslandet Steiermark. 
Kommunen består av sex orter (Ortschaften) (inom parentes invånarantal 1 januari 2024):
- Frauenberg (79)
- Graschnitzgraben (85)
- Graschnitz (260)
- Sankt Marein im Mürztal (1 579)
- Schaldorf (863)
- Sonnleiten-Wieden (9)

Kommunen fick sin nuvarande form den 1 januari 2015 genom en sammanslagning av kommunerna Frauenberg och Sankt Marein im Mürztal.